# Chaniat
Chaniat település Franciaországban, Haute-Loire megyében. Lakosainak száma 164 fő (2022. január 1.). Chaniat Agnat, Champagnac-le-Vieux, Fontannes, Javaugues, Lamothe, Lavaudieu és Saint-Didier-sur-Doulon községekkel határos.

## Népesség
A település népességének változása:
| Lakosok száma | 181  | 172  | 153  | 156  | 162  | 168  | 172  | 165  | 162  | 164  |
|               | 1968 | 1982 | 1990 | 2006 | 2013 | 2015 | 2017 | 2019 | 2020 | 2022 |